# Towa Ilan
Towa Ilan (hebr.: טובה אילן, ang.: Tova Ilan, ur. 2 czerwca 1929 w Austrii, zm. 19 marca 2019) – izraelska polityk, w 2006 poseł do Knesetu.

## Życiorys
Urodziła się 2 czerwca 1929 w Austrii. W 1936 wyemigrowała do Brytyjskiego Mandatu Palestyny. Dołączyła do paramilitarnej organizacji Hagana.
Bezskutecznie kandydowała do Knesetu w wyborach parlamentarnych w 2003 z koalicyjnej listy Partii Pracy-Meimad, ostatecznie jednak znalazła się w składzie szesnastego Knesetu 20 stycznia 2006, zastępując Efiego Oszaję. W kolejnych wyborach nie uzyskała reelekcji.
Zmarła 19 marca 2019.